# Osservatorio astronomico Lazzarello
L'Osservatorio astronomico Lazzarello è un osservatorio astronomico situato in località Lazzarello di Pecorara, nel comune italiano di Alta Val Tidone, in provincia di Piacenza. L'osservatorio astronomico è stato costruito e viene gestito dal Gruppo Astrofili di Piacenza con la collaborazione di alcuni enti pubblici e privati, tra i quali l'allora comune di Pecorara. 
É situato nei pressi del monte Lazzarello, lungo lo spartiacque che divide la val Tidoncello dalla val Tidone, ad un'altitudine di 785 m s.l.m., in una posizione isolata che permette di risentire in maniera limitata dell'inquinamento luminoso.

## Strumentazione
- Telescopio principale Celestron OT C14, di tipo Schmidt-Cassegrain caratterizzato da un diametro di 355 mm e da una lunghezza focale di 3,9 m. É dotato di montatura equatoriale che permette la compensazione della rotazione terrestre grazie ad un sistema computerizzato, che gestisce anche la ricerca automatica di oggetti celesti[1].
- Telescopio di guida e ripresa Takahashi TOA 130F, di tipo rifrattore apocromatico caratterizzato da un diametro di 130 mm e da una lunghezza focale di 1 m, posto parallelamente al telescopio principale in modo da garantire alta precisione nell'inseguimento della volta celeste in caso di fotografie a lunga esposizione degli oggetti celesti, nonché per riprendere corpi ad alta estensione angolare[1].

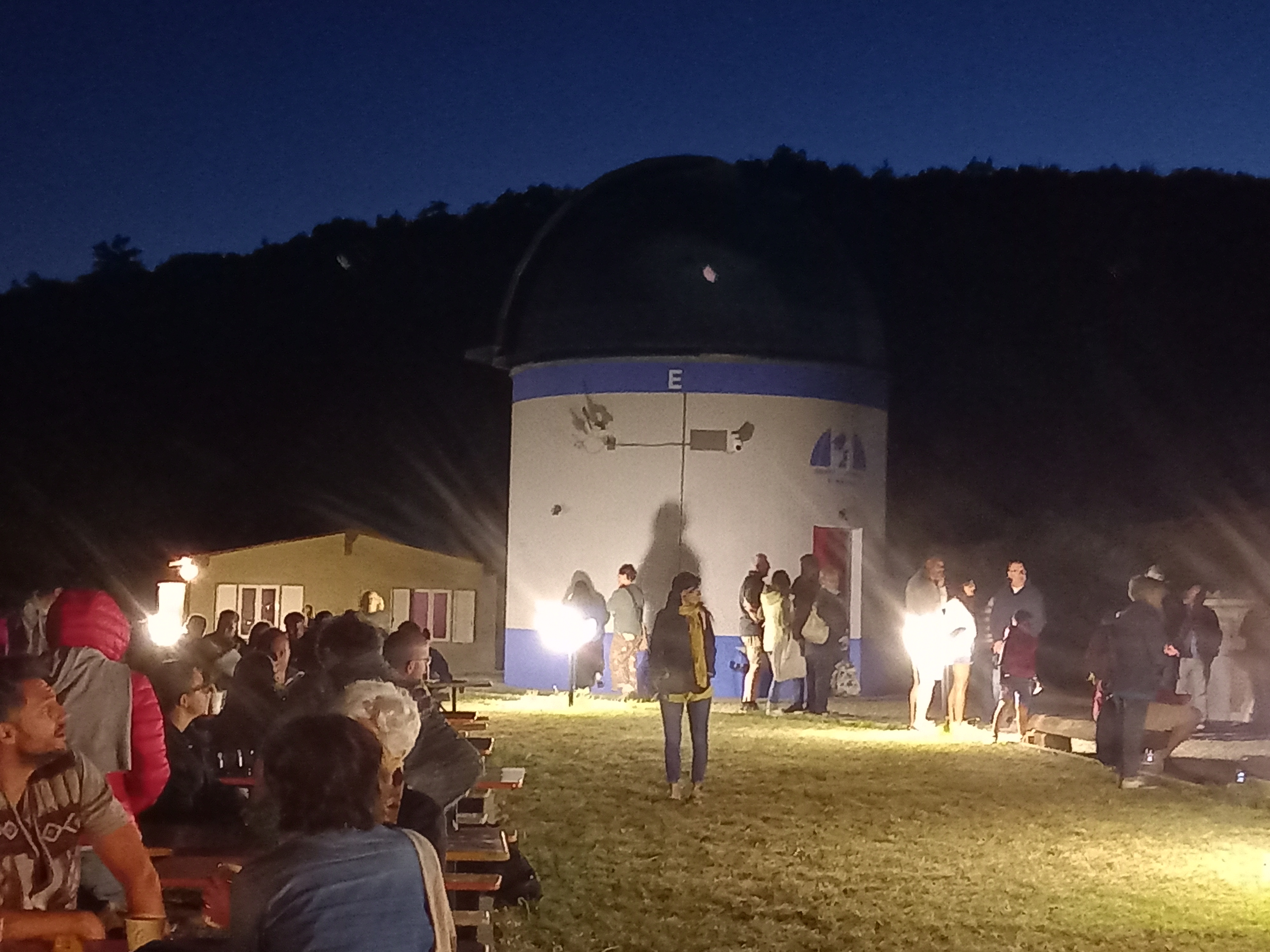
L'osservatorio durante la festa la festa di Confluenze 2023

Oltre ai due telescopi sono presenti diversi accessori d'uso come oculari che permettono diversi gradi di ingrandimento, filtri solari, sia a luce visibile sia H-alfa, filtri nebulari, camere CCD che permettono la ripresa in digitale di oggetti astronomici situati all'interno del sistema solare, nonché nel profondo cielo e, infine, computer per il corretto puntamento dei telescopi e per la guida automatica della ricerca di oggetti celesti.

## Didattica
Accanto all'osservatorio è stata costruita un'aula polifunzionale che permette di svolgere conferenze, corsi e un'attività di divulgazione rivolta soprattutto alle scuole.